# العلاقات الإماراتية الكورية الجنوبية
العلاقات الإماراتية الكورية الجنوبية هي العلاقات الثنائية التي تجمع بين الإمارات العربية المتحدة وكوريا الجنوبية.

## مقارنة بين البلدين
هذه مقارنة عامة ومرجعية للدولتين:
| وجه المقارنة                                              | الإمارات العربية المتحدة | كوريا الجنوبية                                                          |
| --------------------------------------------------------- | ------------------------ | ----------------------------------------------------------------------- |
| المساحة (كم2)                                             | 83.60 ألف                | 100.30 ألف                                                              |
| عدد السكان (نسمة)                                         | 9.40 مليون               | 51.47 مليون                                                             |
| الكثافة السكانية (ن./كم²)                                 | 112.44                   | 513.16                                                                  |
| العاصمة                                                   | أبو ظبي                  | سول                                                                     |
| اللغة الرسمية                                             | اللغة العربية            | اللغة الكورية                                                           |
| العملة                                                    | درهم إماراتي             | وون كوري جنوبي                                                          |
| الناتج المحلي الإجمالي (بليون دولار)                      | 382.58 مليار             | 1.53 تريليون                                                            |
| الناتج المحلي الإجمالي (تعادل القوة الشرائية) بليون دولار | 640.72 مليار             | 1.75 تريليون                                                            |
| الناتج المحلي الإجمالي الاسمي للفرد دولار أمريكي          | 40.44 ألف                | 27.22 ألف                                                               |
| الناتج المحلي الإجمالي للفرد دولار أمريكي                 | 67.67 ألف                |                                                                         |
| مؤشر التنمية البشرية                                      | 0.835                    | 0.901                                                                   |
| رمز المكالمات الدولي                                      | +971                     | +82                                                                     |
| رمز الإنترنت                                              | .ae، .امارات             | .kr                                                                     |
| المنطقة الزمنية                                           | ت ع م+04:00              | توقيت كوريا الجنوبية، ت ع م+09:00، آسيا/سيول ‏، ت ع م+08:00، ت ع م+08:30 |

## مدن متوأمة
في ما يلي قائمة باتفاقيات التوأمة بين مدن إماراتية وكورية جنوبية:
- ترتبط إمارة دبي مع بوسان باتفاقية توأمة.
- ترتبط دبي مع بوسان باتفاقية توأمة منذ 2009.[14][14][14][14]

## منظمات دولية مشتركة
يشترك البلدان في عضوية مجموعة من المنظمات الدولية، منها:
| علم المنظمة | اسم المنظمة                               | تاريخ انضمام الإمارات العربية المتحدة | تاريخ انضمام كوريا الجنوبية |
| ----------- | ----------------------------------------- | ------------------------------------- | --------------------------- |
|             | مؤسسة التمويل الدولية                     | 30 سبتمبر 1977                        | 16 مارس 1964                |
|             | منظمة حظر الأسلحة الكيميائية              | ?                                     | ?                           |
|             | يونسكو                                    | 20 أبريل 1972                         | 14 يونيو 1950               |
|             | البنك الإفريقي للتنمية                    | ?                                     | ?                           |
|             | الأمم المتحدة                             | 9 ديسمبر 1971                         | 17 سبتمبر 1991              |
|             | المنظمة الهيدروغرافية الدولية             | ?                                     | ?                           |
|             | منظمة الشرطة الجنائية الدولية             | ?                                     | ?                           |
|             | البنك الدولي للإنشاء والتعمير             | 22 سبتمبر 1972                        | 26 أغسطس 1955               |
|             | الاتحاد البريدي العالمي                   | ?                                     | ?                           |
|             | مؤسسة التنمية الدولية                     | 23 ديسمبر 1981                        | 18 مايو 1961                |
|             | منظمة التجارة العالمية                    | ?                                     | ?                           |
|             | الفريق المعني برصد الأرض                  | ?                                     | ?                           |
|             | المركز الدولي لتسوية المنازعات الاستشارية | 22 يناير 1982                         | 23 مارس 1967                |
|             | وكالة ضمان الاستثمار متعدد الأطراف        | 20 أكتوبر 1993                        | 12 أبريل 1988               |

## وصلات خارجية
- موقع وزارة الخارجية الإماراتية
- موقع وزارة الخارجية الكورية الجنوبية